# Norrström

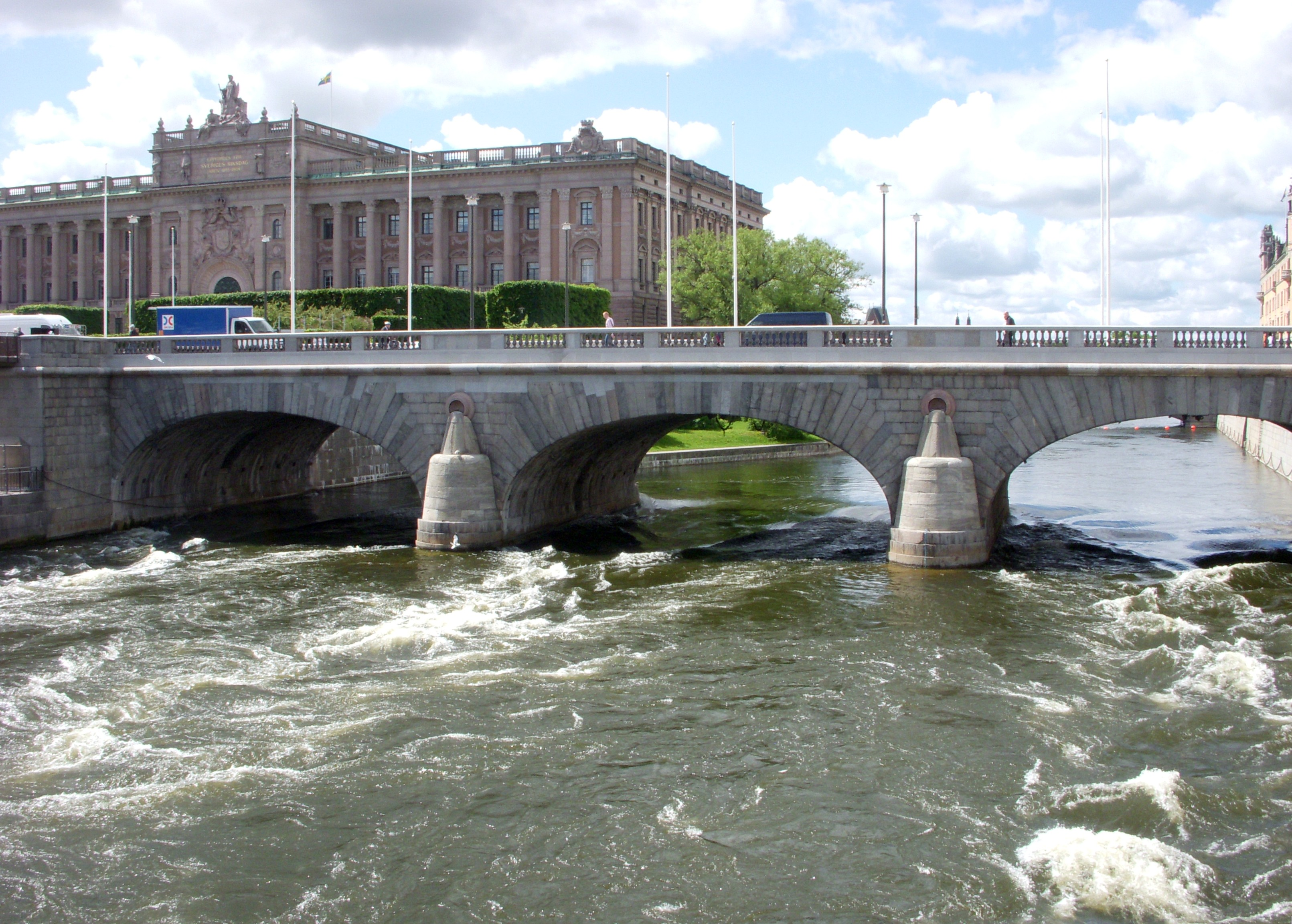
Norrström w okolicy Norrbro

Norrström – cieśnina w centralnym Sztokholmie. Biegnie z Riddarfjärden, nad północą częścią dzielnicy Gamla stan, do Strömmen, który wpada do zatoki Saltsjön.
Na Norrström leżą dwie wyspy: Strömsborg i Helgeandsholmen. Jest jedną z dwóch naturalnych dróg wodnych pomiędzy jeziorem Melar i Bałtykiem, obok Söderström biegnącego południem Gamla stan. Przez Norrström przechodzą mosty: Centralbron, Vasabron, Riksbron, Stallbron, Norrbro i Strömsborgsbron.
Gdy poziom wody z Melar jest wyższy niż w Bałtyku, prąd biegnie z zachodu na wschód. Norrström nie nadaje się do żeglugi, jednak często używany jest dla kajaków jako pole szkolenia. 
W Norrström jest wiele gatunków ryb m.in. troć i łosoś.